# Gajki (województwo zachodniopomorskie)
Gajki – (do 1945 r. Uhlenhorst), osada leśna w Polsce położona w województwie zachodniopomorskim, w powiecie gryfińskim, w gminie Gryfino, przy drodze wojewódzkiej nr 121 łączącej Gryfino i Myślibórz.
W latach 1975–1998 miejscowość administracyjnie należała do województwa szczecińskiego.